# Groupe Votorantim
Le groupe Votorantim est un conglomérat brésilien spécialisé dans la finance, l'énergie, la sidérurgie, la papeterie, etc. 